# Forças Especiais Regionais Etíopes
As Forças Especiais Regionais Etíopes (amárico:  የኢትዮጵያ ልዩ ሀይል) são uma força paramilitar e de gendarmaria da Força de Defesa Nacional da Etiópia. Foi estabelecida pela primeira vez em 2007 por ordem do governo federal para combater a insurgência na Região Somali. Tem a tarefa especializada de manter a segurança regional e nacional e combater qualquer forma de insurgência e incidentes terroristas.
Em 2015, o governo etíope anunciou que as Forças Especiais Regionais estavam totalmente integradas.

## Histórico e função
As Forças Especiais Regionais foram introduzidas pela primeira vez na Etiópia pelo governo e com assistência estrangeira em 2007 durante a insurgência em Ogaden. Esta unidade evoluiu para operar em todas as regiões da Etiópia. As Forças Especiais Regionais são implantadas pelo governo federal para manter a segurança principalmente contra insurgências. As forças regionais são fortemente armadas e recebem treinamento militar, e cresceram rapidamente em tamanho após o recrutamento de oficiais militares etíopes veteranos para suas fileiras. Como as Forças Especiais Regionais não têm provisão legal em comparação com a polícia do governo federal e regional, todos os governos estaduais regionais usam as Forças Especiais Regionais, permanecendo a figura dominante por trás da resolução da segurança das fronteiras internacionais e de conflitos intraestaduais, que são ordenados pelas forças do governo federal.
Em 15 de abril de 2015, o governo anunciou que a unidade estava totalmente integrada. O papel e o status das Forças Especiais Regionais foram contestados. Em 6 de abril de 2023, o governo etíope decidiu desmantelar a unidade das Forças Especiais Regionais na Região de Amhara (Forças Especiais de Amhara) integrando-as à Força de Defesa Nacional, à Polícia Federal e à unidade policial regional, o que resultou em protestos em larga escala que acabaram levando ao início da Guerra de Amhara  em curso.